# Trostań
Trostań (ros. Тростань) – wieś (dieriewnia) w Rosji, w obwodzie briańskim, w rejonie nowozybkowskim. W 2010 liczyła 771 mieszkańców.